# Kultura (Krasnodar)
Kultura (del ruso: Культура) es un jútor del raión de Tijoretsk del krai de Krasnodar, en Rusia. Está situado en las llanuras de Kubán-Priazov, en la orilla izquierda del río Chelbas, 31 km al sudeste de Tijoretsk y 125 km al nordeste de Krasnodar, la capital del krai. Tenía 5 habitantes en 2010
Pertenece al municipio Jopiórskoye.

## Transporte
Al oeste de la localidad pasa la carretera federal M29 Cáucaso.